# Gad Cliff
Gad Cliff ist ein nach Süden gerichteter teilweise erodierte Klippe an der Ärmelkanal-Küste zwischen Worbarrow Bay und Kimmeridge auf der Halbinsel Isle of Purbeck, in der Grafschaft Dorset, in England.

## Lage

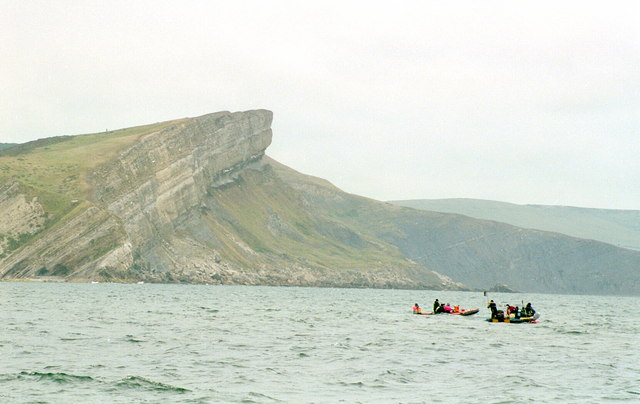
Worbarrow Tout und Gad Cliff
Blick von Worbarrow Bay

Gad Cliff liegt etwa ein Kilometer südlich der Geisterdorf Tyneham und etwa sechs Kilometer südlich von Wareham. Gad Cliff liegt circa 13 Kilometer direkt östlich von Swanage.
Der höchste Punkt von Gad Cliff ist circa 134 Meter über dem Meeresspiegel. Der westlichste Teil der Felswand ist als Gold Down bekannt. Wagon Rock ist ein großer Felsbrocken, der aus den oberen Teilen der Klippe herausgefallen ist.
Der Zugang zu Gad Cliff ist nur möglich, wenn Lulworth Military Range für die Öffentlichkeit zugänglich ist. Gad Cliff ist nur zu Fuß erreichbar, entweder über den Küstenweg oder von dem Parkplatz Tyneham. Das Grundstück ist im Besitz des Verteidigungsministeriums des Vereinigten Königreichs und ist Teil der Ausbildungsschule für gepanzerte Kampffahrzeuge (Armoured Fighting Vehicles Gunnery School). Die Wandwege und der Küstenweg sind an Wochenenden geöffnet. Besucher werden gewarnt auf den Fußwegen zu bleiben, diese werden von Blindgängern geräumt.

## Jurassic Coast
Die Küste und Klippen entlang der Ärmelkanalküste in Ost Devon und Dorset gehören zu den herausragenden Naturdenkmälern der Welt. Von Orcombe Point bis zu Old Harry Rocks erstreckt sich ein 155 Kilometer langer Küstenstreifen, der als erste Naturlandschaft in England von der UNESCO zum Weltnaturerbe erklärt wurde.
Die Gesteinsschichten entlang der Küste sind leicht nach Osten geneigt. Deshalb befindet sich der älteste Teil im westlichen Bereich, progressiv jüngere Gesteine bilden die Klippen weiter östlich. Die Naturenthüllungen entlang die Felswände offenbaren eine kontinuierliche Abfolge der in Trias, Jura und Kreidezeit entstandenen geologischen Ablagerungen und repräsentieren etwa 185 Millionen Jahre der Erdgeschichte. Die Steilküste von Gold Down und Gad Cliff sowie Wagon Rock sind Teil der sogenannten Jurassic Coast.
- siehe auch Liste der Orte entlang der Jurassic Coast

## Geologie

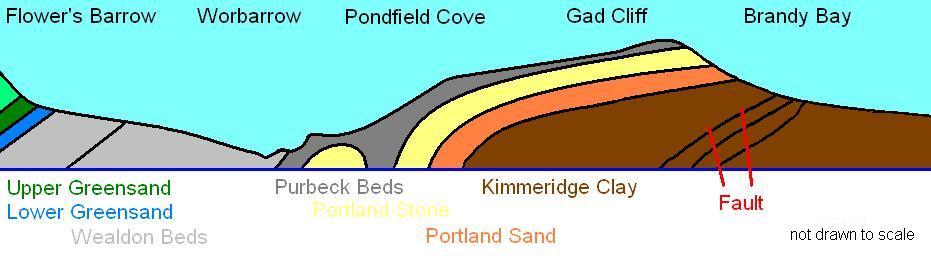
Geologie der Küste von Worbarrow Bay bis Gad Cliff

Die Geologie der Isle of Purbeck ist sehr komplex und das wird in diesem Küstenabschnitt sehr deutlich gezeigt. Durch die Auswirkungen der Purbeck Monoklinale sind die gebildeten Gesteinsschichten komplex gefaltet. Verursacht wurde das ganze, vor rund 30 Millionen Jahren, durch den tektonischen Druck als die Kontinente Afrika und Europa kollidierten und die Alpengebirgskette bildeten. Bei Gad Cliff neigen die Sedimente zwischen 25 und 35 Grad Richtung Landesinneren. Als Ergebnis der Erdbewegungen sind die Schichten zuoberst in die Form eines riesigen S geknickt.
Es gibt vier Schichtsequenzen entlang Gad Cliff. Die obersten Schichten sind die Purbeck Betten, die vor etwa 147 Millionen Jahren gebildet wurde, sowie die Portland Kalksteine, etwa 150 Millionen Jahre alt. Diese liegen über einer Bank Portland Sands. Die zugrunde liegenden kalkiges Tonmineral 'Kimmeridge Clay' ist vor etwa 155 Millionen Jahren geformt worden. Die obere Schicht des Kimmeridge Clay gehört zur Kimmeridgium Stufe sensu anglico. Diese Schichten tauchen etwa 10 bis 20 Grad nach Norden.
Die flache Grat unterhalb die Klippen ist Long Ebb Riff benannt. Von dort in Richtung Nordwesten sind die folgende Gesteinsschichten vorhanden: Washing Ledge (dolomite), Maple Ledge (ebenfalls dolomite), Cattle Ledge, Grey Ledge, Blackstone (Ölschiefer) und White Stone Band (Coccolith).
Aufgrund der Tatsache, dass die härteren Kalk- und Sandsteine durch eine instabile Tonminerale unterlegt sind, ist Gad Cliff erdrutschanfällig.